# Не всі комети гаснуть
«Не всі комети гаснуть» (груз. «ქველა კომეტა როდი ყრება») — радянський художній фільм, знятий в 1982 році режисером Деві Абашидзе. Прем'єра відбулася в жовтні 1983 року в Москві.

## Сюжет
У фільмі відбувається зустріч ветеранів Великої Вітчизняної війни на місці колишніх боїв. Фільм знімався в Грузії і в Новоросійську.

## У ролях
- Всеволод Сафонов — Рожков
- Вайва Віда Майнеліте — Роз-Марі
- Віталій Леонов — епізод
- Леван Абашидзе — Теймураз
- Лейла Абашидзе — епізод
- Тенгіз Арчвадзе — Олександр Бібілеїшвілі
- Гогі Ахвледіані — епізод
- Володимир Гуляєв — епізод
- Георгій Зоїдзе — епізод
- Бердія Інцкірвелі — епізод
- Юрій Какаурідзе — епізод
- Назі Кечахмадзе — епізод
- Яків Малінін — епізод
- Отар Мачітадзе — епізод
- Манучар Шервашидзе — епізод
- Віктор Уральський — Назаров
- Петро Любешкін — Михайло Бєлов
- Гражина Баландіте — епізод
- Інна Іванова — епізод
- С. Лятко — епізод

## Знімальна група
- Режисер: Деві Абашидзе
- Сценарист: Суліко Жгенті
- Оператор-постановник: Ігор Амасійський
- Композитор: Джансуг Кахідзе
- Художник: Нугзар Тарієлашвілі